# پرکین (دهانه)
پرکین یک دهانه برخوردی در ماه‌ است.